# Salesches
Salesches est une commune française située dans le département du Nord, en région Hauts-de-France.

## Géographie

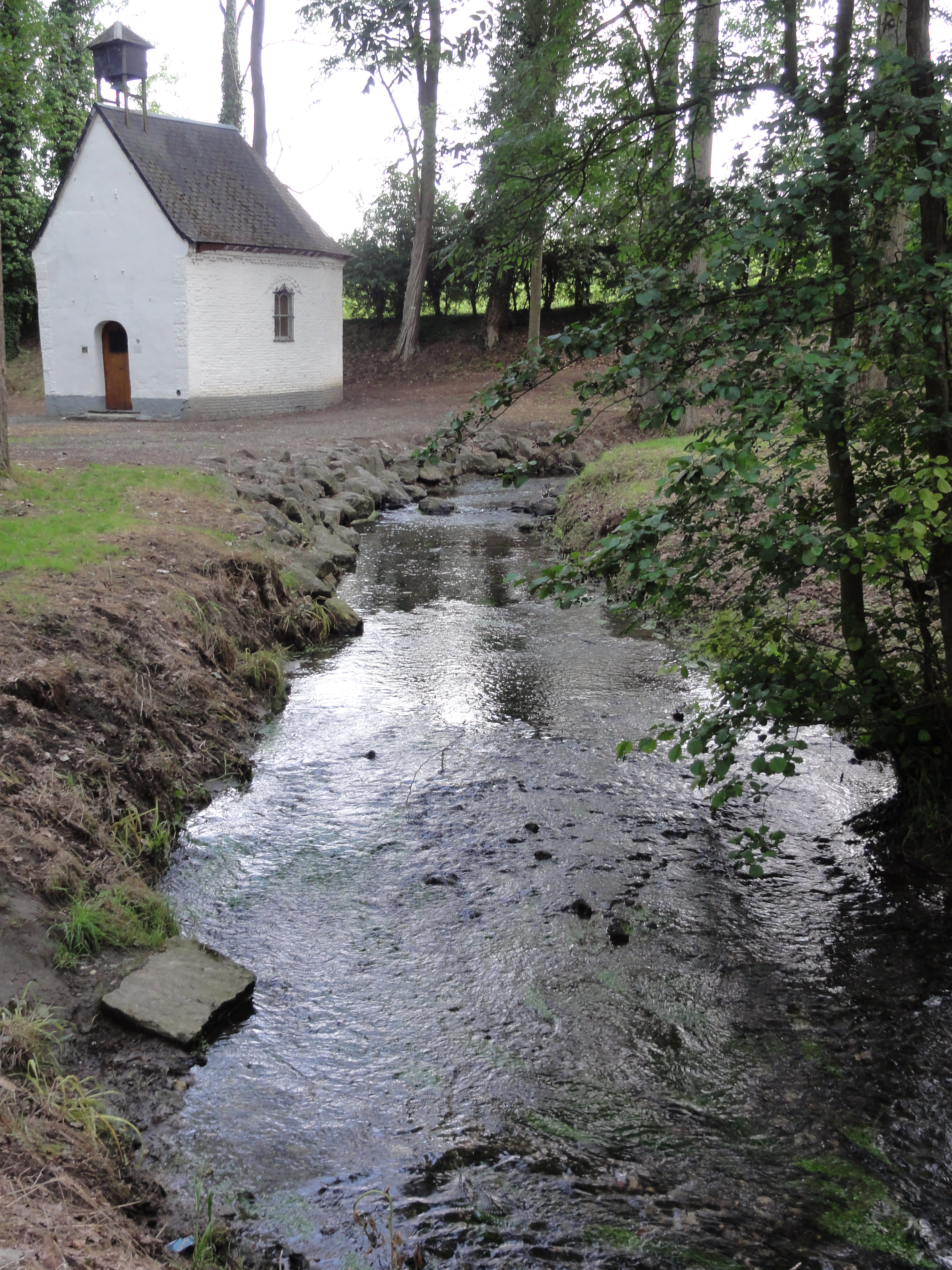
Ruisseau Saint-Georges avec chapelle des Prés.

Salesches est située à 6 km au sud du Quesnoy et est traversée par le ruisseau Saint-Georges.

### Communes limitrophes
| Beaudignies          |           | Ghissignies        |
|                      | Salesches | Louvignies-Quesnoy |
| Neuville-en-Avesnois |           | Poix-du-Nord       |

### Hydrographie

#### Réseau hydrographique
La commune est située dans le bassin Artois-Picardie. Elle est drainée par le ruisseau Saint-georges,.
Le ruisseau Saint-Georges, d'une longueur de 19 km, prend sa source dans la commune de Locquignol et se jette  dans l'Écaillon à Bermerain, après avoir traversé dix communes. 

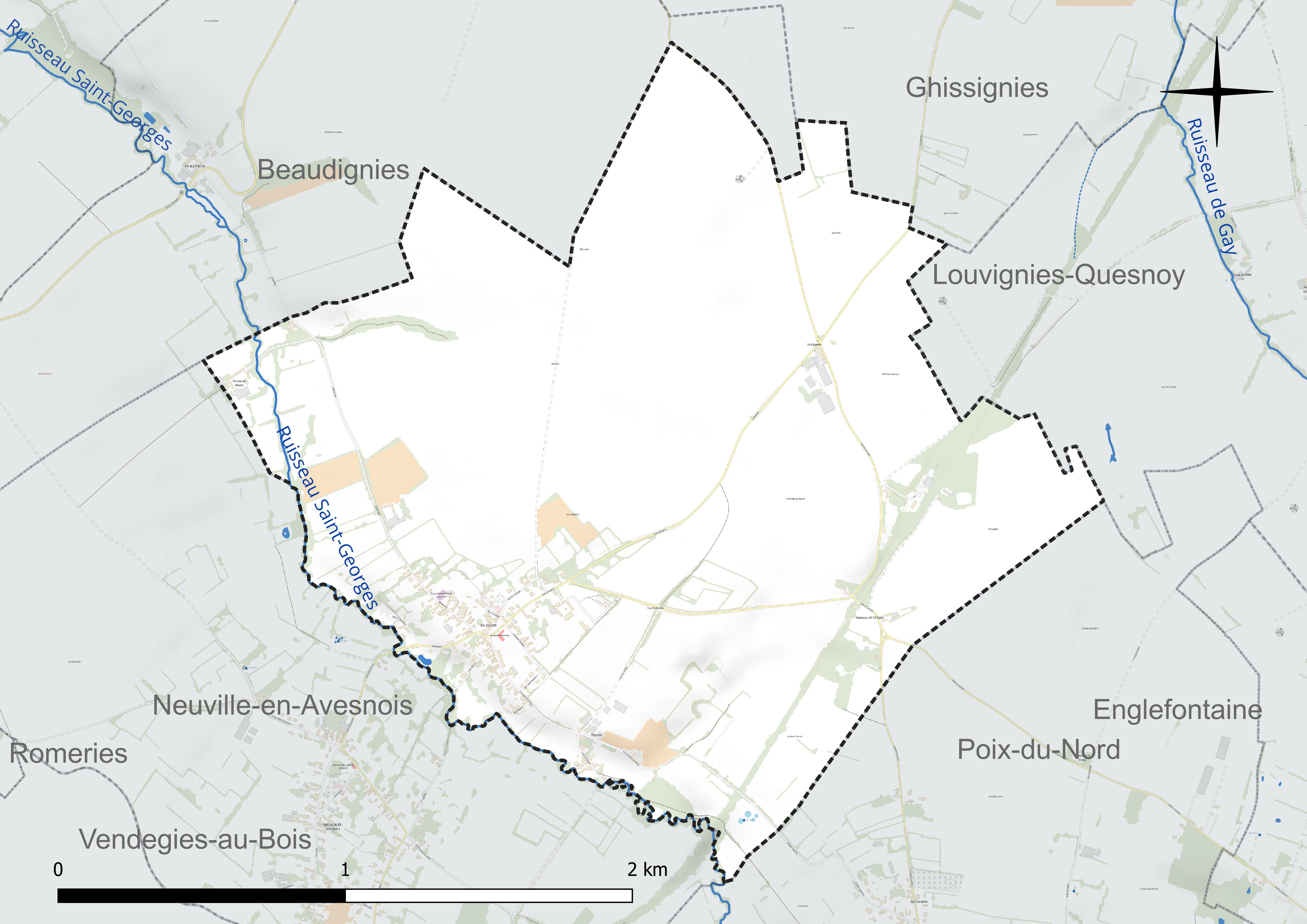
Réseau hydrographique de Salesches.

#### Gestion et qualité des eaux
Le territoire communal est couvert par le schéma d'aménagement et de gestion des eaux (SAGE) « Escaut ». Ce document de planification concerne un territoire de 2 005 km2 de superficie, délimité par le bassin versant de l'Escaut. Le périmètre a été arrêté le 9 juin 2006 et le SAGE proprement dit a été approuvé le 13 juillet 2021. La structure porteuse de l'élaboration et de la mise en œuvre est le syndicat mixte Escaut et Affluents (SyMEA). 
La qualité des cours d'eau peut être consultée sur un site dédié géré par les agences de l'eau et l'Agence française pour la biodiversité. 

### Climat
Pour des articles plus généraux, voir Climat des Hauts-de-France et Climat du Nord.
En 2010, le climat de la commune est de type climat océanique dégradé des plaines du Centre et du Nord, selon une étude du CNRS s'appuyant sur une série de données couvrant la période 1971-2000. En 2020, Météo-France publie une typologie des climats de la France métropolitaine dans laquelle la commune est exposée à un climat océanique altéré et est dans la région climatique  Nord-est du bassin Parisien, caractérisée par un ensoleillement médiocre, une pluviométrie moyenne régulièrement répartie au cours de l'année et un hiver froid (3 °C).
Pour la période 1971-2000, la température annuelle moyenne est de 10,1 °C, avec une amplitude thermique annuelle de 14,8 °C. Le cumul annuel moyen de précipitations est de 772 mm, avec 12,5 jours de précipitations en janvier et 9,1 jours en juillet. Pour la période 1991-2020, la température moyenne annuelle observée sur la station météorologique la plus proche, située sur la commune de Valenciennes à 18 km à vol d'oiseau, est de 11,0 °C et le cumul annuel moyen de précipitations est de 694,1 mm,. Pour l'avenir, les paramètres climatiques de la commune estimés pour 2050 selon différents scénarios d'émission de gaz à effet de serre sont consultables sur un site dédié publié par Météo-France en novembre 2022.

## Urbanisme

### Typologie
Au 1er janvier 2024, Salesches est catégorisée commune rurale à habitat dispersé, selon la nouvelle grille communale de densité à sept niveaux définie par l'Insee en 2022.
Elle est située hors unité urbaine. Par ailleurs la commune fait partie de l'aire d'attraction de Valenciennes (partie française), dont elle est une commune de la couronne,. Cette aire, qui regroupe 102 communes, est catégorisée dans les aires de 200 000 à moins de 700 000 habitants,.

### Occupation des sols
L'occupation des sols de la commune, telle qu'elle ressort de la base de données européenne d'occupation biophysique des sols Corine Land Cover (CLC), est marquée par l'importance des territoires agricoles (93,9 % en 2018), une proportion identique à celle de 1990 (93,9 %). La répartition détaillée en 2018 est la suivante : 
terres arables (69,3 %), prairies (24,6 %), zones urbanisées (6,1 %). L'évolution de l'occupation des sols de la commune et de ses infrastructures peut être observée sur les différentes représentations cartographiques du territoire : la carte de Cassini (XVIIIe siècle), la carte d'état-major (1820-1866) et les cartes ou photos aériennes de l'IGN pour la période actuelle (1950 à aujourd'hui).

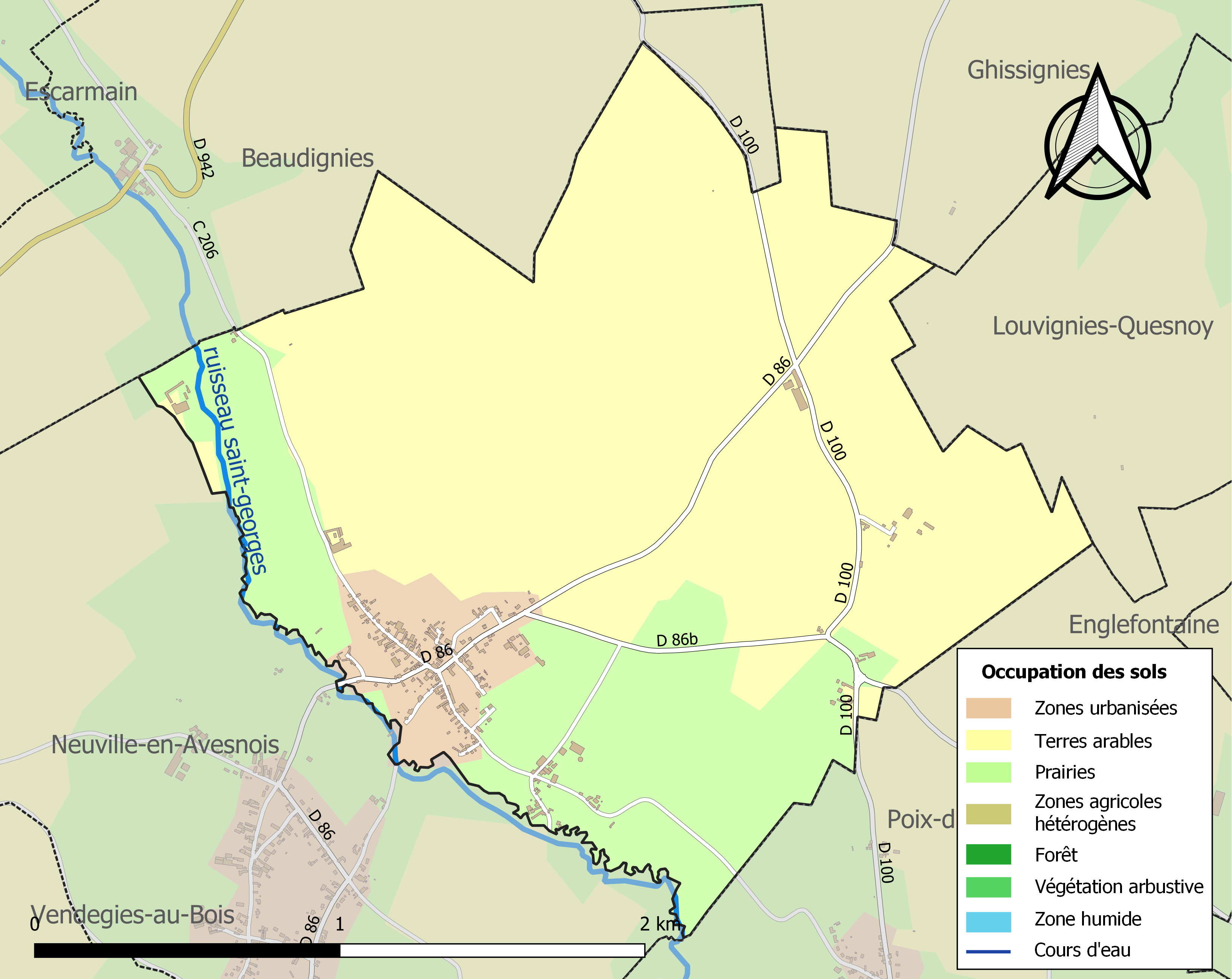
Carte des infrastructures et de l'occupation des sols de la commune en 2018 (CLC).

## Histoire
Senlecis, lieu planté de saules, est nommé en 1133 dans le cartulaire de l'abbaye de Vicogne. Le nom, ou au moins l'orthographe, se transforme lentement en Senlecie (1164), Senleces (1186), Senlesches (1202), Sainleches et Sainsleches (1349), Sanleices (1456) : Sailesches (1485) pour arriver à la forme actuelle de Salesches.

## Héraldique
|  | Les armes de Salesches se blasonnent ainsi : D'argent à un rencontre de cerf de gueules brochant sur une crosse d'or en pal. |

## Politique et administration
Maire de 1802 à 1807 : Rob. Fr. Cailleau,.
Maire en 1939 : Carlier.
| Identité                                       | Période      | Période                                | Durée                     | Étiquette        |
| Identité                                       | Début        | Fin                                    | Durée                     | Étiquette        |
| ---------------------------------------------- | ------------ | -------------------------------------- | ------------------------- | ---------------- |
| François-Aimé Boulangé (d)                     | 1860         | 1892                                   | 32 ans                    |                  |
| Jacqueline Lemaire (d) (morte en février 2005) | mars 2001    | février 2005 (mort en cours de mandat) | 3 ans et 11 mois          | Parti socialiste |
| Yves Marchand (d), (né le 9 novembre 1948)     | février 2005 | mai 2020                               | 15 ans et 3 mois          | Parti socialiste |
| Patrick Piana (d) (né le 23 janvier 1961)      | 25 mai 2020  | En cours                               | 5 ans, 2 mois et 13 jours |                  |

Jacqueline Lemaire était la suppléante du député Christian Bataille de 1997 à 2002, dans la Vingt-deuxième circonscription du Nord.

## Population et société

### Démographie

#### Évolution démographique
L'évolution du nombre d'habitants est connue à travers les recensements de la population effectués dans la commune depuis 1793. Pour les communes de moins de 10 000 habitants, une enquête de recensement portant sur toute la population est réalisée tous les cinq ans, les populations de référence des années intermédiaires étant quant à elles estimées par interpolation ou extrapolation. Pour la commune, le premier recensement exhaustif entrant dans le cadre du nouveau dispositif a été réalisé en 2004.

En 2022, la commune comptait 328 habitants, en évolution de +12,71 % par rapport à 2016 (Nord : +0,51 %, France hors Mayotte : +2,11 %).
| 1793 | 1800 | 1806 | 1821 | 1831 | 1836 | 1841 | 1846 | 1851 |
| ---- | ---- | ---- | ---- | ---- | ---- | ---- | ---- | ---- |
| 395  | 291  | 448  | 488  | 532  | 548  | 642  | 644  | 648  |

| 1856 | 1861 | 1866 | 1872 | 1876 | 1881 | 1886 | 1891 | 1896 |
| ---- | ---- | ---- | ---- | ---- | ---- | ---- | ---- | ---- |
| 614  | 601  | 610  | 582  | 566  | 614  | 624  | 600  | 576  |

| 1901 | 1906 | 1911 | 1921 | 1926 | 1931 | 1936 | 1946 | 1954 |
| ---- | ---- | ---- | ---- | ---- | ---- | ---- | ---- | ---- |
| 513  | 507  | 504  | 435  | 435  | 410  | 369  | 385  | 379  |

| 1962 | 1968 | 1975 | 1982 | 1990 | 1999 | 2004 | 2006 | 2009 |
| ---- | ---- | ---- | ---- | ---- | ---- | ---- | ---- | ---- |
| 351  | 371  | 332  | 295  | 294  | 315  | 291  | 308  | 306  |

| 2014 | 2019 | 2022 | - | - | - | - | - | - |
| ---- | ---- | ---- | - | - | - | - | - | - |
| 292  | 327  | 328  | - | - | - | - | - | - |

#### Pyramide des âges
La population de la commune est relativement jeune.
En 2018, le taux de personnes d'un âge inférieur à 30 ans s'élève à 34,8 %, soit en dessous de la moyenne départementale (39,5 %). À l'inverse, le taux de personnes d'âge supérieur à 60 ans est de 21,1 % la même année, alors qu'il est de 22,5 % au niveau départemental.
En 2018, la commune comptait 156 hommes pour 159 femmes, soit un taux de 50,48 % de femmes, légèrement inférieur au taux départemental (51,77 %).
Les pyramides des âges de la commune et du département s'établissent comme suit.
| Hommes | Classe d’âge | Femmes |
| ------ | ------------ | ------ |
| 0,0    | 90 ou +      | 1,2    |
| 3,7    | 75-89 ans    | 8,5    |
| 14,8   | 60-74 ans    | 13,9   |
| 23,5   | 45-59 ans    | 23,6   |
| 21,6   | 30-44 ans    | 19,4   |
| 21,0   | 15-29 ans    | 14,5   |
| 15,4   | 0-14 ans     | 18,8   |

| Hommes | Classe d’âge | Femmes |
| ------ | ------------ | ------ |
| 0,5    | 90 ou +      | 1,4    |
| 5,3    | 75-89 ans    | 8,1    |
| 14,8   | 60-74 ans    | 16,2   |
| 19,1   | 45-59 ans    | 18,4   |
| 19,5   | 30-44 ans    | 18,7   |
| 20,7   | 15-29 ans    | 19,1   |
| 20,2   | 0-14 ans     | 18     |

## Lieux et monuments
- Église Saint-Quinibert et son cimetière anciennement fortifié.
- Chapelle Saint-Quinibert de 1894
- Chapelle Notre-Dame des-Prés, fin XVIIe siècle.
- Calvaire
- Monument aux morts, surmonté d'une croix.
- Moulin à eau de 1776
- La ferme Denis avec la chapelle Saint-Joseph
- Ferme Grand Rue 7, avec tour-pigeonnier

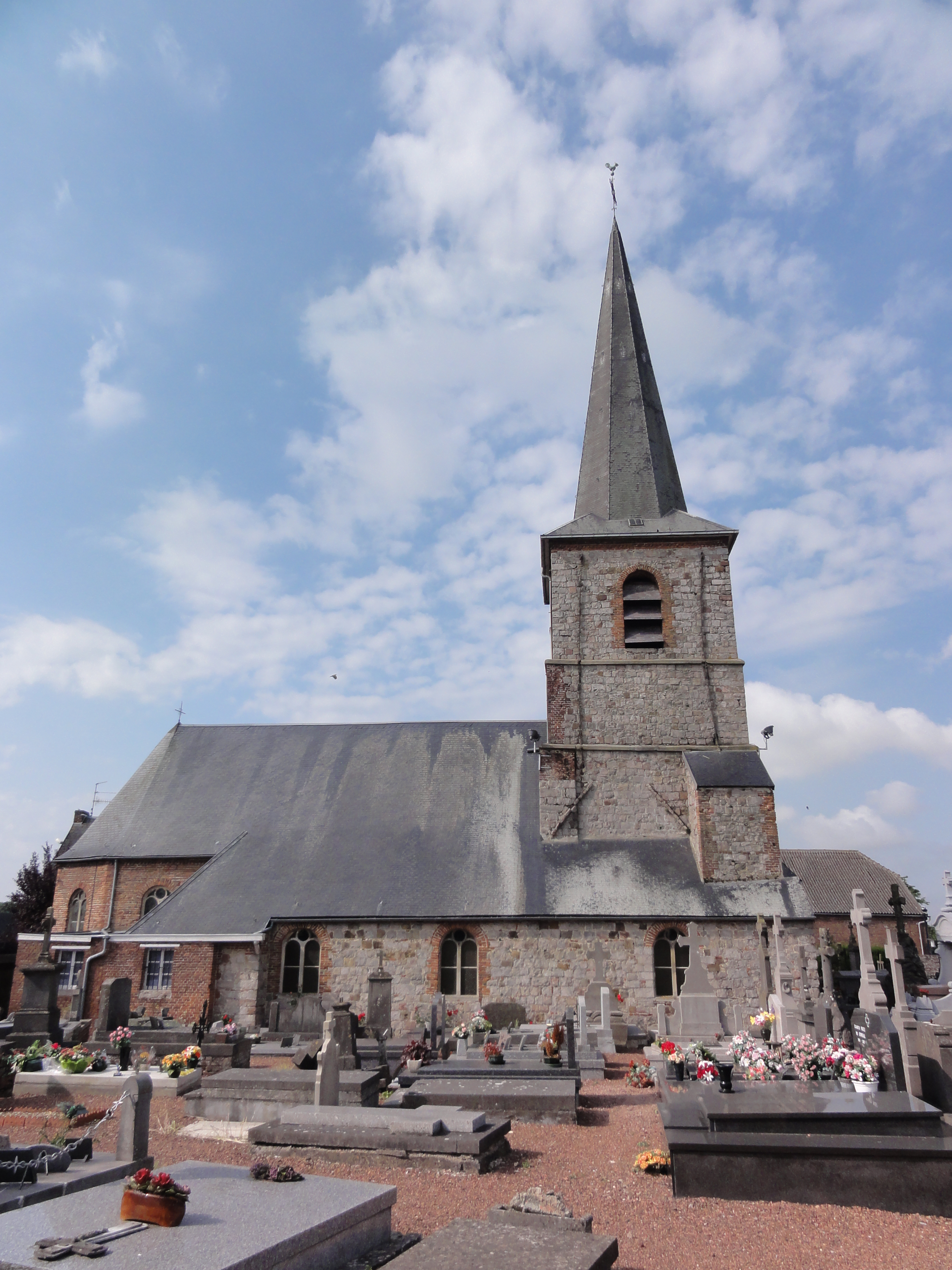
L'église Saint-Quinibert
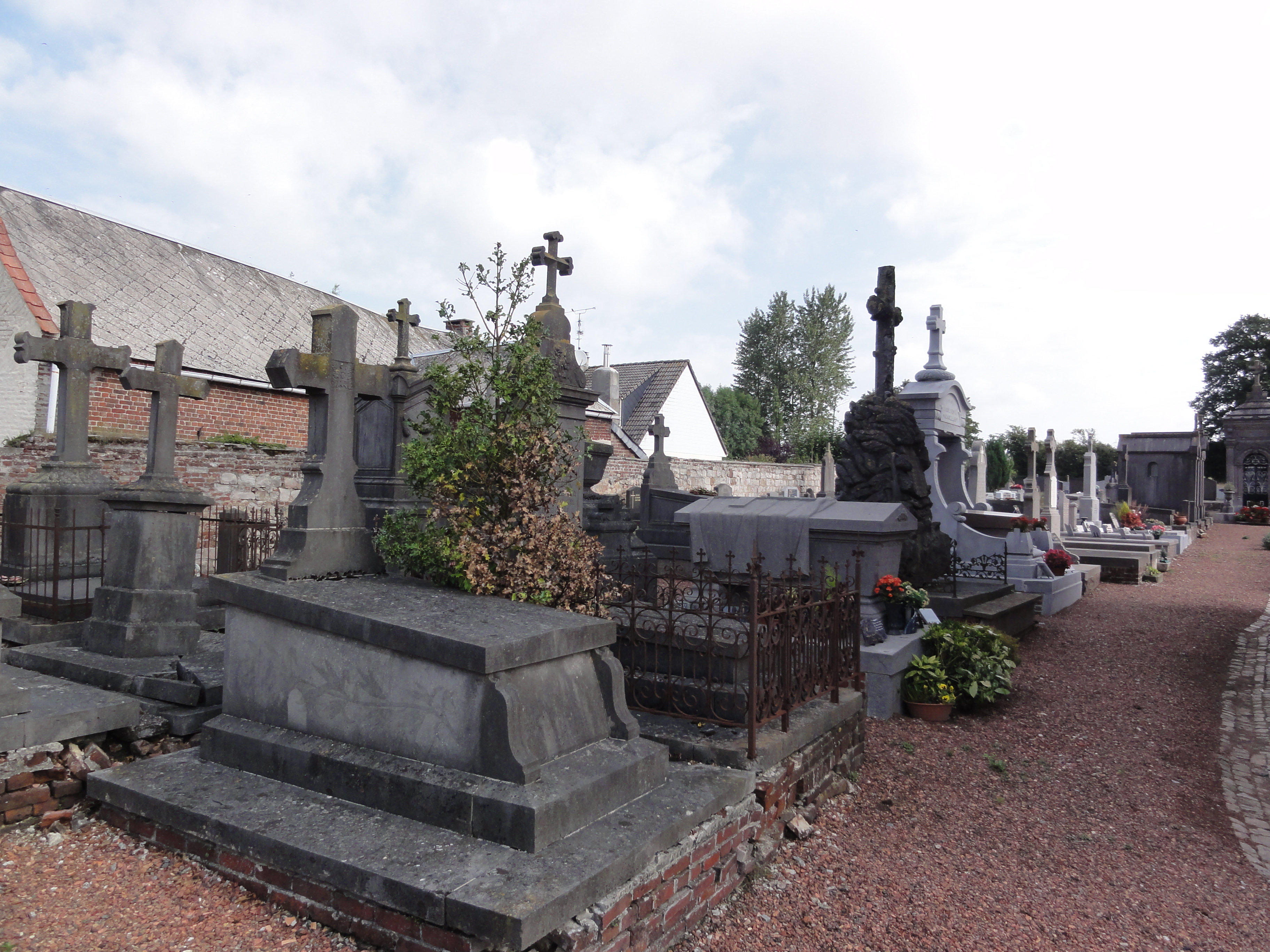
Le cimetière
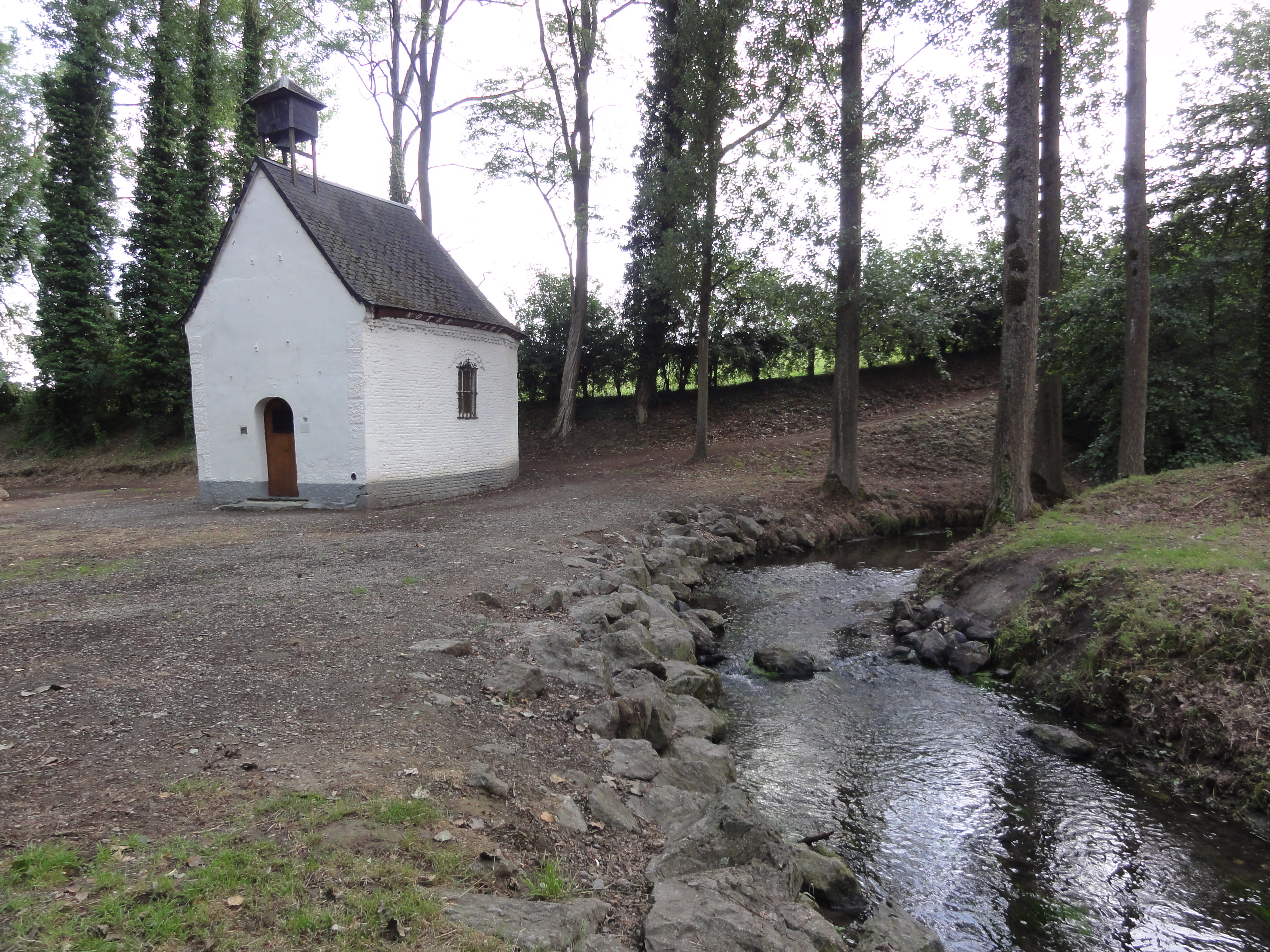
La chapelle Notre-Dame-des-Prés
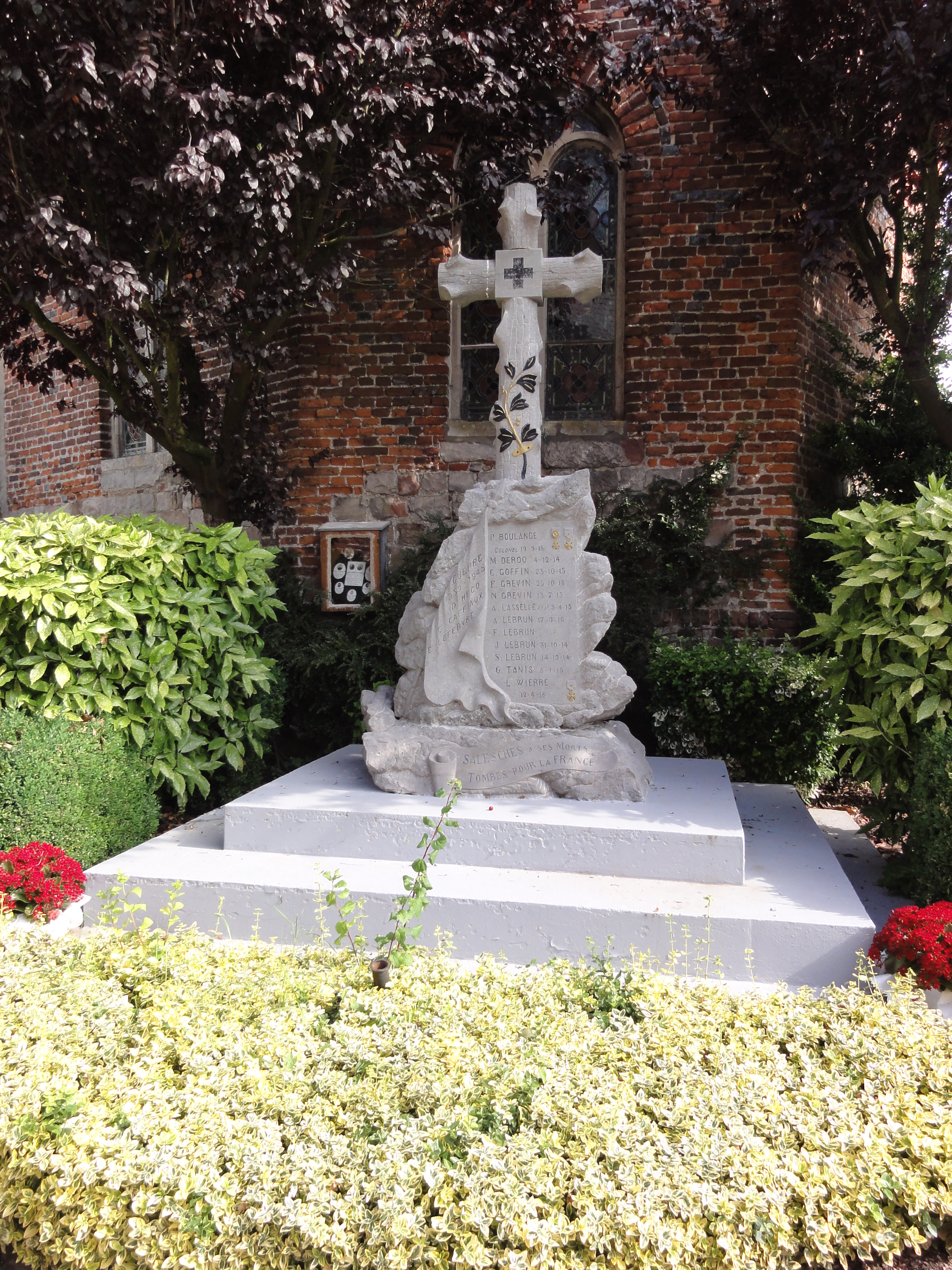
Monument aux morts
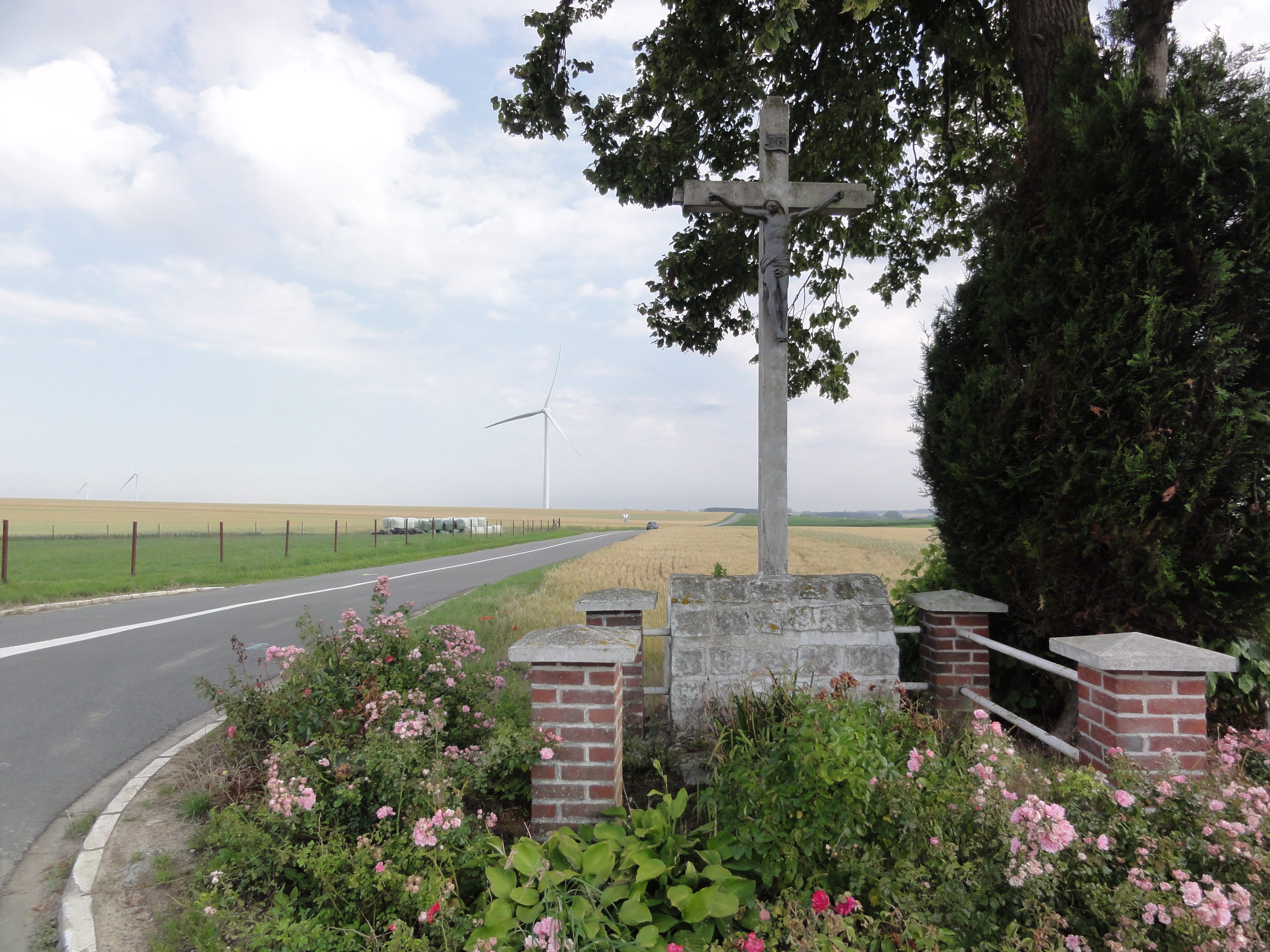
Paysage avec calvaire et éolienne

## Personnalités liées à la commune
- Dominique Sampiero, écrivain

## Pour approfondir